# Hanyattfekvő egyrétűtapló
A hanyattfekvő egyrétűtapló (Cerioporus mollis) a likacsosgombafélék családjába tartozó, kozmopolita elterjedésű, lombos fák elhalt törzsén, ágain élő, nem ehető gombafaj. 

## Megjelenése
A hanyattfekvő egyrétűtapló termőteste 3-15 (25) cm széles, az aljzaton elterülő, szabálytalan körvonalú, esetleg a peremén kissé konzolos, a szomszédos termőtestek összenőhetnek. A peremi konzolos rész legfeljebb 2 cm-es, felszíne hullámos, finoman molyhos, színe sötétbarna, feketés-szürke, koncentrikusan zónázott lehet. Hátsó oldalának színe sötétbarna vagy fekete, a széle fehéres.
Felső termőrétege pórusos. A pórusok nagyok (1-2/mm) szögletesek vagy megnyúltan labirintusszerűek, néha egymás mellett. Színe fiatalon szürkés okkersárga, később barna.
Húsa fiatalon puha, majd kemény, szívós, parafaszerű; színe világos- vagy sötétbarna, a hús és termőréteg között vékony fekete réteggel. Szaga és íze nem jellegzetes.
Spórapora fehér. Spórája hengeres vagy elliptikus, sima, mérete 8,5-10,5 x 3,5-4 µm.

### Hasonló fajok
A szürke kéreggomba, a feketés egyrétűtapló, a fehérbélű egyrétűtapló hasonlíthat rá, legkönnyebben a termőréteg alatti vékony fekete sávról ismerhető fel.  

## Elterjedése és termőhelye
Valamennyi kontinensen előfordul, de főleg Európában és Észak-Amerikában gyakori. Magyarországon elterjedt.
Lombos fák elhalt törzsén, tuskóján él, azok anyagában fehérkorhadást okoz. A termőtest egész évben látható.

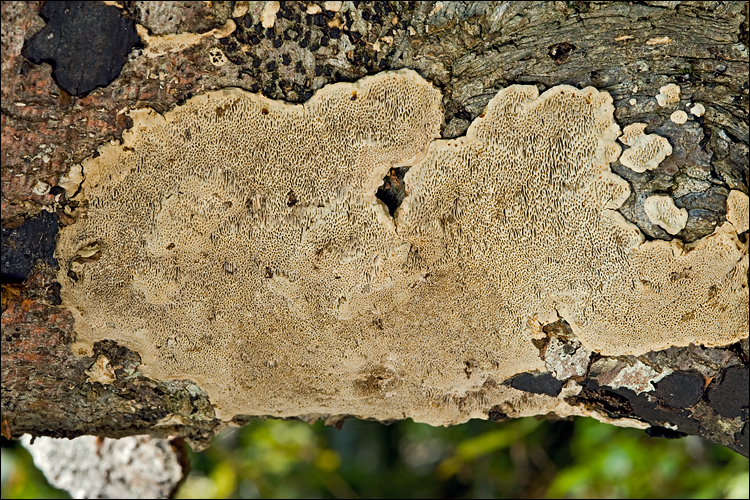
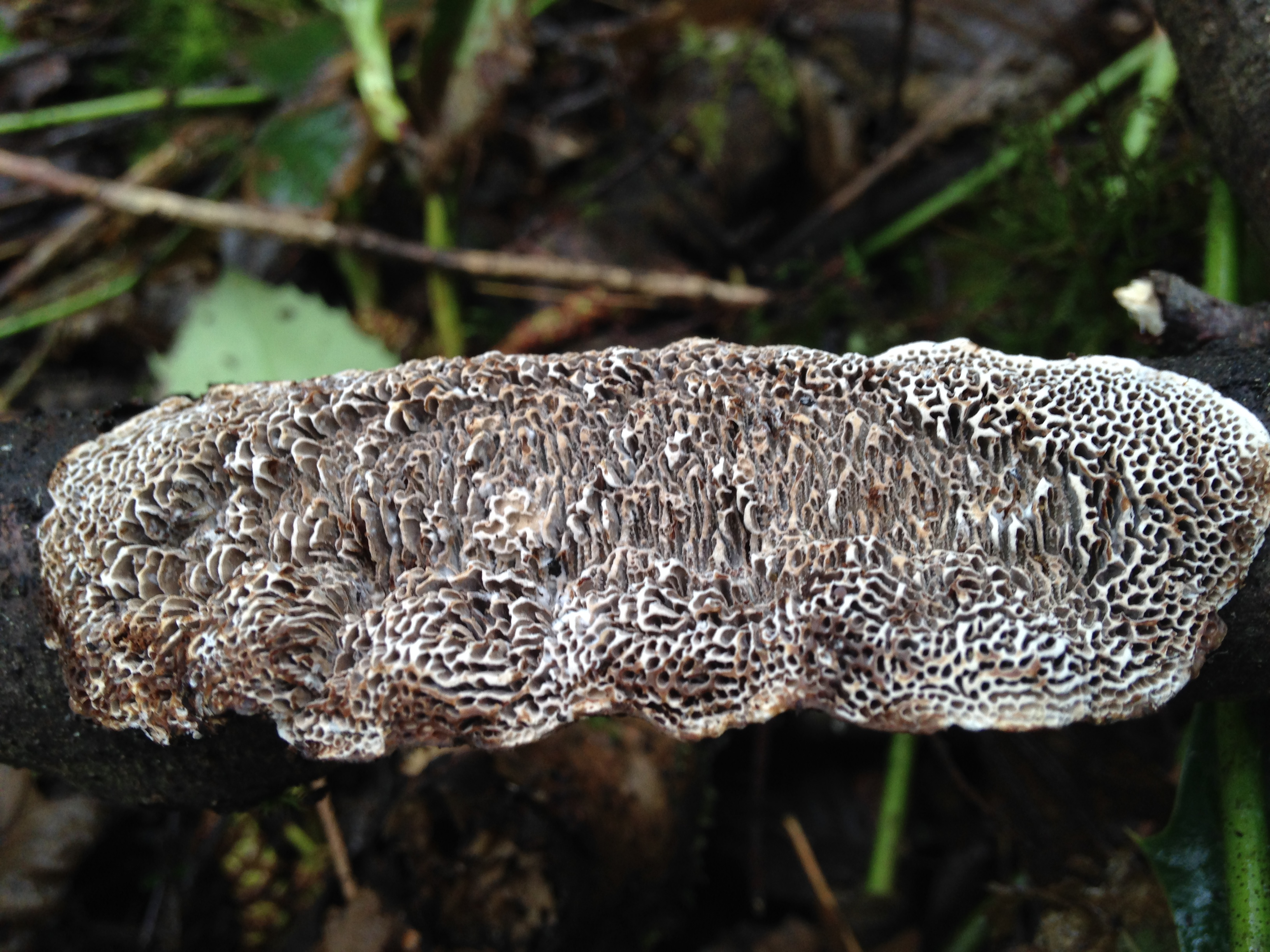
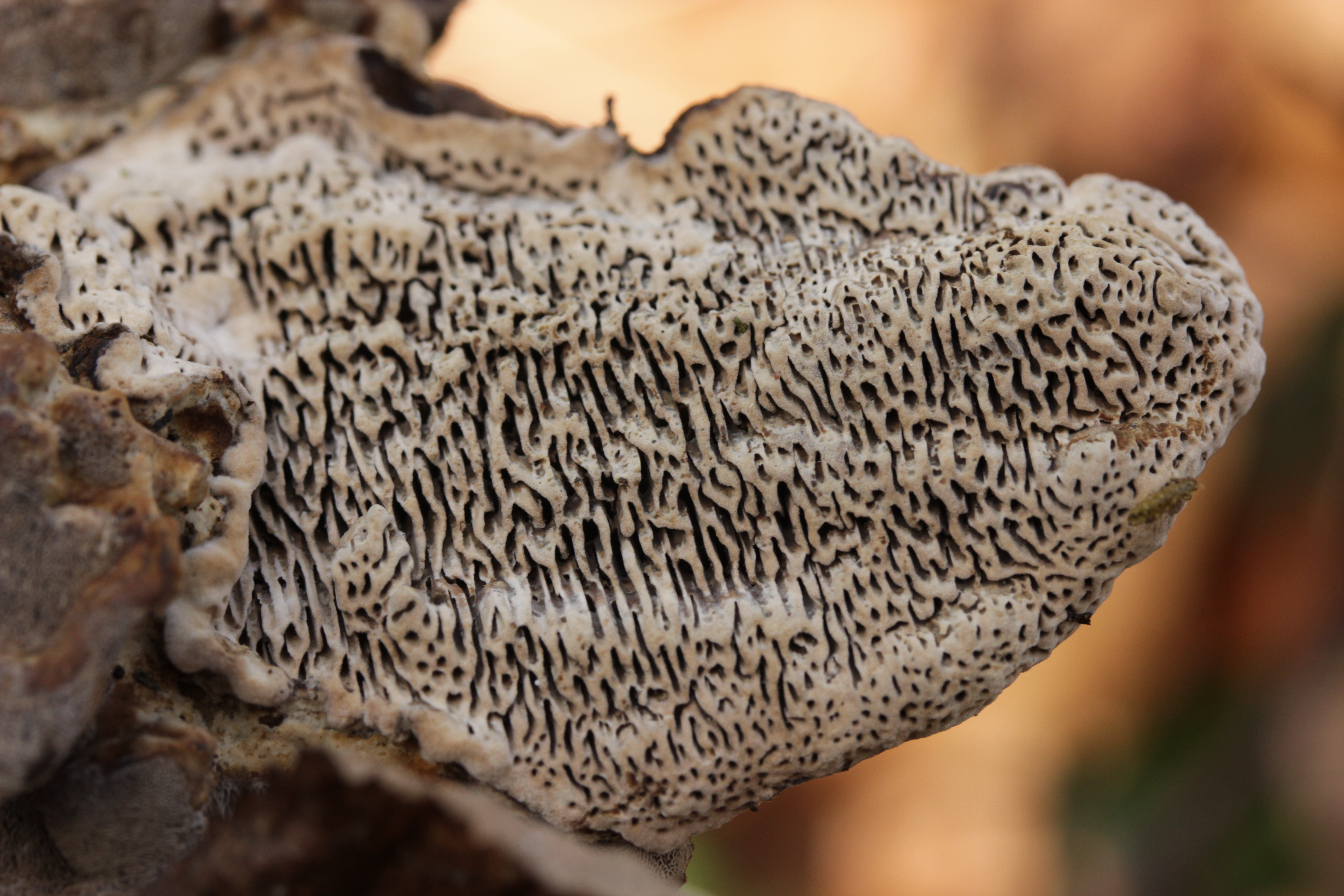
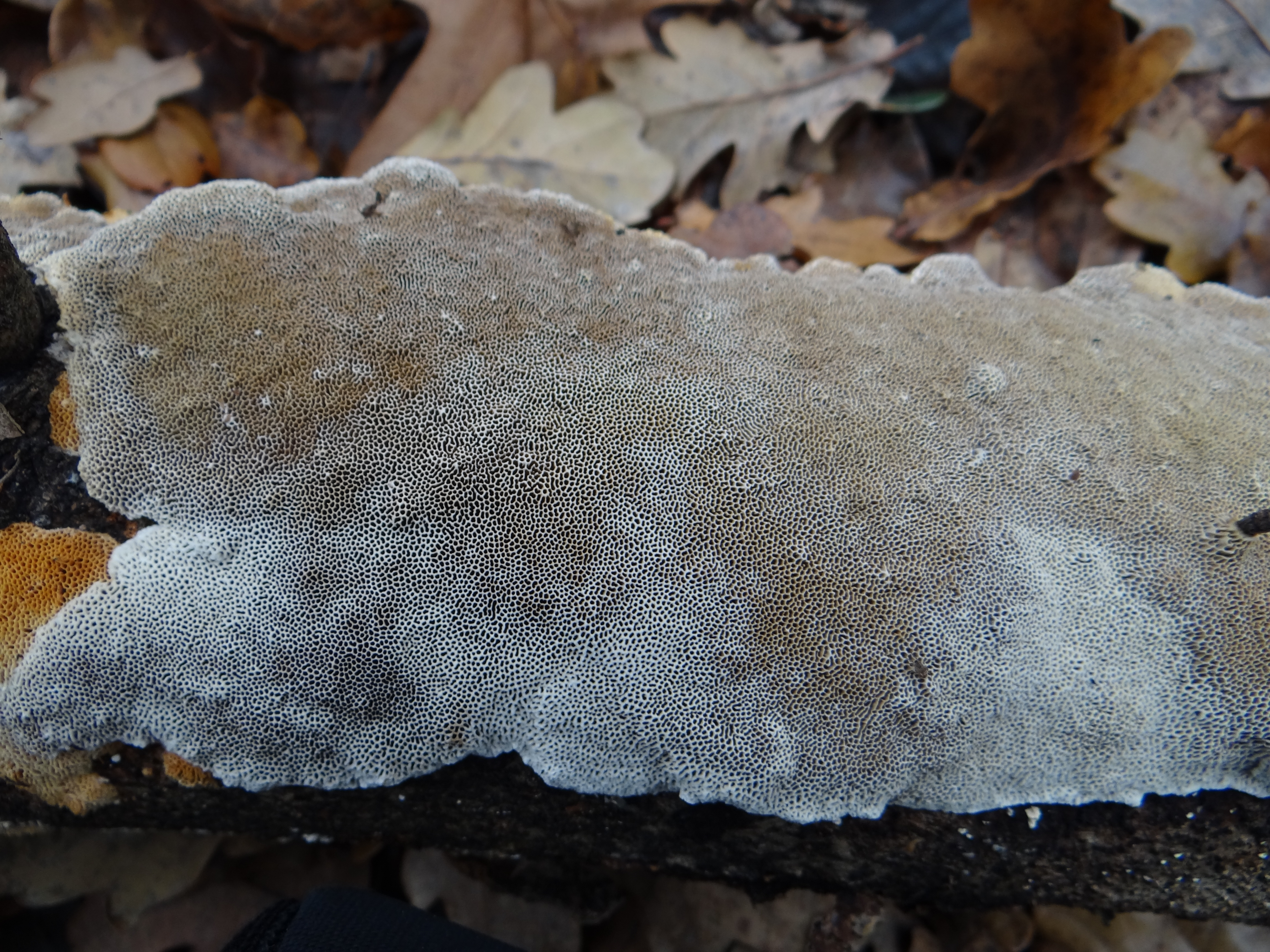
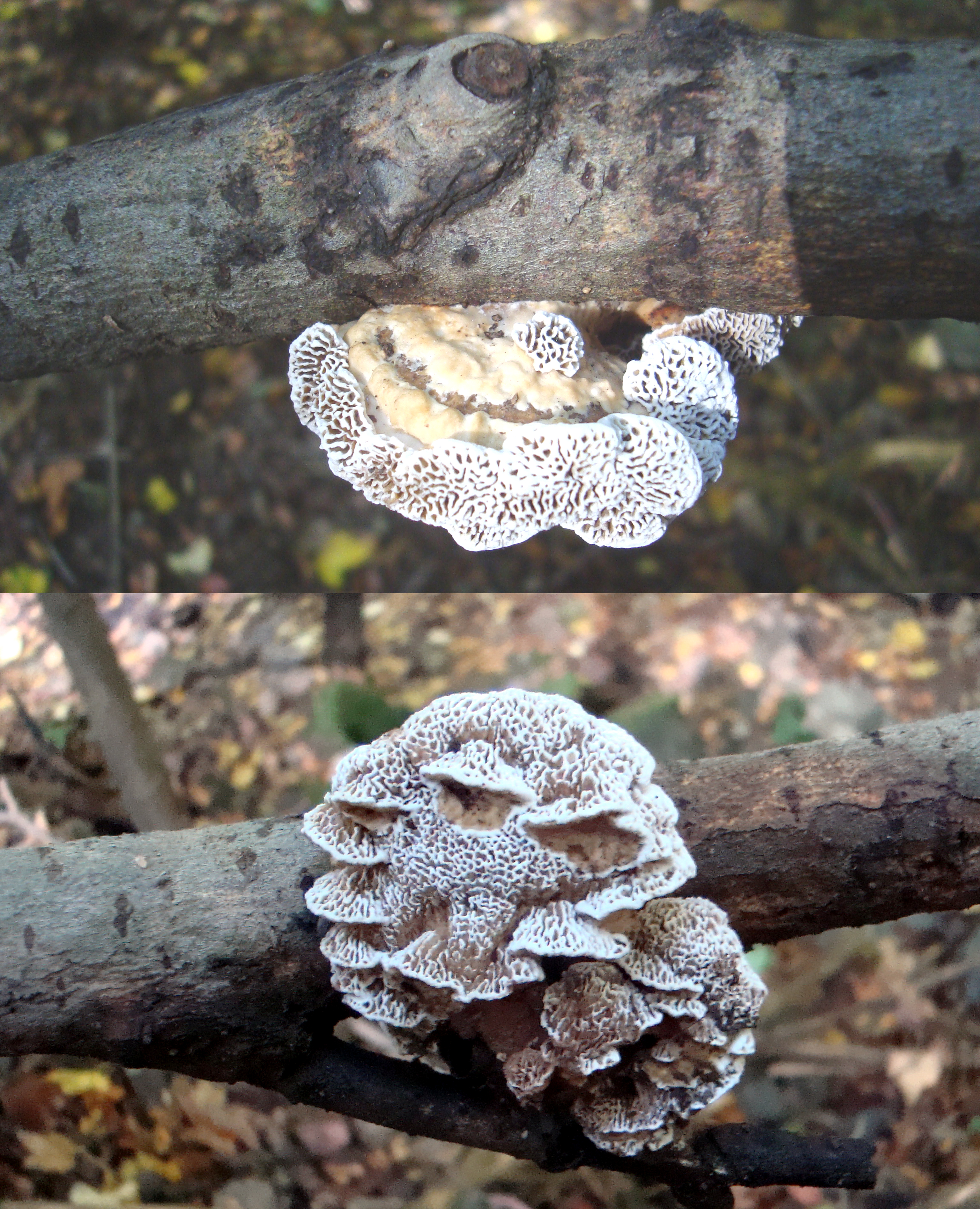

Nem ehető.    